# Adolphe Vanderheggen
Adolphe Vanderheggen est un architecte belge du XIXe siècle représentatif de l'architecture néoclassique et de l'architecture éclectique en Belgique.
Il est principalement connu pour l'édification en 1881 des Halles Saint-Géry à Bruxelles en style néo-Renaissance flamande.

## Réalisations

### Réalisations de style néoclassique
- 1876 : Chaussée d'Ixelles 190 à Ixelles[1]

- 1876 : Chaussée d'Ixelles 198 à Ixelles[2]

- 1896 : rue des Confédérés 56 à Bruxelles[3]

### Réalisations de style éclectique
- 1875 Immeuble « Le Printemps », boulevard Adolphe Max, 30-34 à Bruxelles[4]
- 1881 Halles Saint-Géry à Bruxelles (néo-Renaissance flamande)[5]